# Aeroportul Pipera

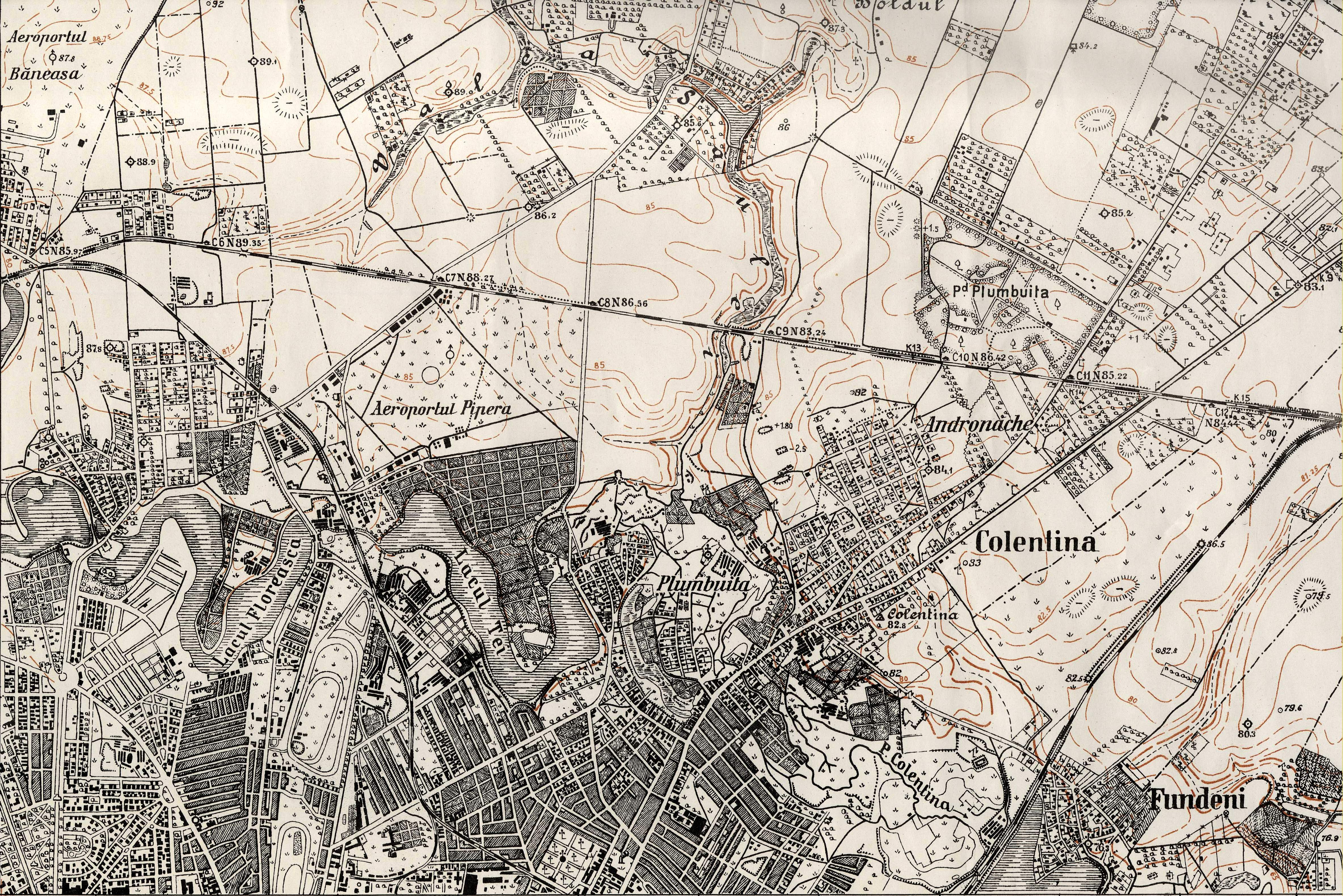
Vechi plan al zonei de nord-est a Bucureștiului precum și al comunelor Colentina și Fundeni. Aeroportul Pipera era amplasat la nord de Lacul Tei.

Aeroportul Pipera (sau Aerodromul Pipera) este un aeroport dispărut din București. A fost construit în perioada interbelică, fiind amplasat în nordul orașului, acolo unde se află azi platforma industrială Pipera. Aerodromul a funcționat până în 1958. De la acest aerodrom provine denumirea cartierului Aviației din nordul Capitalei.
La 18 martie 2006 aici a fost inaugurat Muzeul Aviației. Unele dintre hangarele vechi au fost încorporate în muzeu, în timp ce pista a fost înlocuită de drumul Dimitrie Pompeiu.